# Durlston Head
Durlston Head är en udde i Storbritannien.   Den ligger i riksdelen England, i den södra delen av landet, 160 km sydväst om huvudstaden London.
Terrängen inåt land är platt. Havet är nära Durlston Head åt sydost.  Närmaste större samhälle är Bournemouth, 14,8 km norr om Durlston Head. 